# 科日瓦
科日瓦（羅馬化：Kozhva），旧称萨拉托夫卡（Саратовка），是俄罗斯科米共和国的市级镇，属伯朝拉市，位于伯朝拉河左岸。
该地2021年有人口2,269人；2010年人口3,047；2002年人口3,549；1989年人口5,818。